# Hooligan assists the Magician
Pour plus de détails, voir Fiche technique et Distribution.
Hooligan assists the Magician est un film muet américain réalisé par James Stuart Blackton et Albert E. Smith, sorti en 1900.

## Fiche technique
- Titre : Hooligan assists the Magician
- Réalisation : James Stuart Blackton et Albert E. Smith
- Scénario : Frederick Opper
- Photographie : Albert E. Smith
- Producteurs : James Stuart Blackton, Albert E. Smith
- Société de production : Edison Manufacturing Company
- Distribution : Edison Manufacturing Company
- Langue : film muet avec les intertitres en anglais
- Format : Noir et blanc — 35 mm — 1,33:1 — Muet
- Genre : Comédie
- Durée : 2 minutes
- Dates de sortie : 
  -  États-Unis : novembre 1900

## Distribution
- James Stuart Blackton